# HOT'n HOT もうすぐお気に入りに追加!
HOT'n HOT もうすぐお気に入りに追加!（ほっつんほっともうすぐおきにいりについか!）は、ニッポン放送のラジオ番組である。HOT'n HOT お気に入りに追加!の事前番組・姉妹番組で放送開始は2004年9月27日で2005年3月24日終了。

放送時間は月曜日から木曜日までの21時から22時でパーソナリティーは当時ニッポン放送アナウンサーの垣花正。ニッポン放送のみの放送であった。

また、2005年3月から開催の愛・地球博の特集コーナーを設けるなど、2004年度のニッポン放送の最先端を導いた番組であった。

番組のコーナー「HOT'nギャザ」は番組終了後、「着ラジ」で「着ギャザ」、その後「笑福亭鶴光 デジラジキングダム」で「着ギャザ～鶴の一声」として受け継がれた。

2004年12月と2005年2月の聴取率強化週間には、聴取率の取れる「鶴光・美和子噂のゴールデンリクエスト」の放送のため、中止された。

## 放送時間
- 毎週月曜日～木曜日　21:00~22:00

### 主なコーナー
- HOT'nギャザ…ニッポン放送の携帯電話情報サービスの企画。毎日そのコーナーで紹介された商品を買う人が多くなると値段が下がるシステムを使った通信販売。
- HOT'nお気に入りランキング
- 有楽町エンタメデリバー
- Mr.インクレディブルを探せ!!(月曜日)
- クイズセンター正（火曜日）…翌日水曜日の朝日新聞朝刊から出題し、リスナーに答えてもらう。
- HOT'n先物買い！（水曜日）
- HOT'n アイドル研究所（水曜日）
- 男のヘアレボリューション2005（水曜日）
- 垣花隊長の教えて!万博（木曜日）

## 前年度・次年度の同枠時間帯番組
| ニッポン放送 平日月曜-木曜ナイターオフ期間21:00枠番組                                                                                           | ニッポン放送 平日月曜-木曜ナイターオフ期間21:00枠番組 | ニッポン放送 平日月曜-木曜ナイターオフ期間21:00枠番組 |
| 前番組 | 番組名                                                | 次番組                                                |
| --- | ----------------------------------------------------- | ----------------------------------------------------- |
| 2003年度目からウロコ!21 (21:00 - 21:50)V6のカミセンミュージアム (21:50 - 22:00)                                                                 | 2004年度HOT'n HOTもうすぐお気に入りに追加!            | 2005年度熱血!!ラジカルチャー (21:00 - 22:00)          |
| ニッポン放送 平日ナイターオフ期間 金曜 21:00枠番組                                                                                              |                                                       |                                                       |
| 2003年度Yoshi・人生を変えるラジオ （21:00 - 21:30）安倍麻美 すっぴんであさみん （21:30 - 21:50）サトエリ・エンターテイメント! （21:50 - 22:00） | 2004年度HOT'n HOTもうすぐお気に入りに追加!            | 2005年度熱血!!ラジカルチャー (21:00～22:00)           |